# Иван Вергов
Иван Христов Вергов е български революционер, деец на Вътрешната македоно-одринска революционна организация.

## Биография
Иван Вергов е роден в 1872 година в костурското село Бобища, тогава в Османската империя, днес в Гърция. Брат му Илко Христов Вергов е протогер на Бобища към 1902 година. Влиза във ВМОРО. Участва в Илинденско-Преображенското въстание и по войводството на Васил Чакаларов и Иван Попов се сражава при превземането на Клисура, превземането на Невеска и на други места.
Емигрира в Свободна България. Член е на Илинденската организация.
На 11 март 1943 година, като жител на Бургас, подава молба за българска народна пенсия, която е одобрена и пенсията е отпусната от Министерския съвет на Царство България.